# مایکروسافت آفیس ۲۰۱۹
مایکروسافت آفیس ۲۰۱۹ یک مجموعه نرم‌افزار اداری است که پس از مایکروسافت آفیس ۲۰۱۶ توسط شرکت مایکروسافت منتشر شده‌است. این مجموعه در ۲۴ سپتامبر ۲۰۱۸ برای سیستم عامل‌های ویندوز ۱۰ و مک‌اواس در دسترس عموم قرار گرفته‌است. برخی از ویژگی‌هایی که قبلاً تنها برای مشترکین آفیس ۳۶۵ قابل استفاده بود، در این نسخه موجود است.

## تاریخچه
در تاریخ ۲۷ آوریل ۲۰۱۸ مایکروسافت پیش‌نمایش تجاری مایکروسافت آفیس ۲۰۱۹ را برای ویندوز ۱۰ و در ۱۲ ژوئن ۲۰۱۸ یک پیش نمایش برای مک‌اواس منتشر کرد.

## ویژگی‌های جدید نسبت به نسخه ۲۰۱۶
مایکروسافت آفیس ۲۰۱۹ شامل بسیاری از ویژگی‌های که قبلاً از طریق آفیس ۳۶۵ قابل دسترس بود، است. دیگر ویژگی‌های جدید در این نسخه، بهبود ویژگی‌های رایانش با قلم، ویژگی‌های انیمیشنی جدید در مایکروسافت پاورپوینت شامل ویژگی‌های مورف و بزرگنمایی، فرمول‌ها و نمودارهای جدید در مایکروسافت اکسل برای تجزیه و تحلیل داده‌ها می‌باشد.
مایکروسافت وان‌نوت از این مجموعه حذف شده‌است و با مایکروسافت وان‌نوت موجود در برنامه‌های کاربردی ویندوز ۱۰ جایگزین شده‌است. البته امکان نصب مایکروسافت وان‌نوت نسخه ۲۰۱۶ به صورت یک انتخاب اختیاری در این نسخه وجود دارد.
برای کاربران مک‌اواس، ویژگی‌هایی مثل حالت فوکوس به ورد، نقشه‌های ۲ بعدی به مایکروسافت اکسل و ویژگی‌های مورف، پشتیبانی از اس‌وی‌جی و خروجی با وضوح ۴کی به پاورپوینت اضافه شده‌است.

## سیستم مورد نیاز
مایکروسافت آفیس ۲۰۱۹ تنها بر روی سیستم‌عامل‌های ویندوز ۱۰، ویندوز ۱۱، ویندوز سرور ۲۰۱۹ یا مک‌اواس سیرا نصب و اجرا می‌شود. نصب نرم‌افزارهای شرکت مایکروسافت از طریق سایت مایکروسافت امکان‌پذیر است، اما مجموعه آفیس از سال ۲۰۱۸ برای کاربران مک‌اواس از طریق فروشگاه مک اپ قابل دسترس است.